# NGC 4613
NGC 4613 é uma galáxia espiral (S?) localizada na direcção da constelação de Coma Berenices. Possui uma declinação de +26° 05' 18" e uma ascensão recta de 12 horas, 41 minutos e 29,0 segundos.
A galáxia NGC 4613 foi descoberta em 9 de Maio de 1864 por Heinrich Louis d'Arrest.